# Pulaski Road (Chicago)
Pulaski Road est une artère majeure nord-sud de la ville de Chicago qui commence au 4000 W., soit exactement à 8,5 km à l'ouest de State Street. 

## Situation et accès
Elle conserve encore son ancien nom de Crawford Avenue, dans les banlieues nord de Lincolnwood, Skokie, Evanston et Wilmette, au nord de Devon Avenue (6400 N) et au sud des limites de la ville de Chicago à Lincoln Highway US-30. Le Bohemian National Cemetery se trouve au numéro 5255 de la North Pulaski Road.

### (Municipalités) et (quartiers de Chicago) traversés
Du nord au sud:
- Wilmette (Banlieue)
- Evanston (Banlieue)
- Skokie (Banlieue)
- Lincolnwood (Banlieue)
- Forest Glen (Chicago)
- North Park (Chicago)
- Albany Park (Chicago)
- Irving Park (Chicago)
- Avondale (Chicago)
- Logan Square (Chicago)
- Hermosa (Chicago)
- Humboldt Park (Chicago)
- West Garfield Park (Chicago)
- North Lawndale (Chicago)
- South Lawndale (Chicago)
- Archer Heights (Chicago)
- West Elsdon (Chicago)
- West Lawn (Chicago)
- Ashburn (Chicago)
- Evergreen Park (Banlieue)
- Mount Greenwood (Chicago)
- Alsip (Banlieue)
- Robbins (Banlieue)
- Crestwood (Banlieue)
- Midlothian (Banlieue)
- Markham (Banlieue)
- Country Club Hills (Banlieue)
- Olympia Fields (Banlieue)
- Matteson (Banlieue)

## Origine du nom
L'artère est nommée d'après le héros de la guerre d'indépendance des États-Unis Casimir Pulaski (1745-1779).

## Historique
Elle était autrefois appelée « 40th Avenue », avant d'être rebaptisée « Crawford Avenue » en 1913, en l'honneur de Peter Crawford l'un des premiers propriétaires terriens de la région, et de prendre le nom « Pulaski Road » en 1935.

## Bâtiments remarquables et lieux de mémoire
- Bohemian National Cemetery